# Cruet
Cruet és un municipi francès situat al departament de la Savoia i a la regió d'Alvèrnia-Roine-Alps. L'any 2007 tenia 1.043 habitants.

## Demografia

### Població
El 2007 la població de fet de Cruet era de 1.043 persones. Hi havia 412 famílies de les quals 96 eren unipersonals (44 homes vivint sols i 52 dones vivint soles), 136 parelles sense fills, 148 parelles amb fills i 32 famílies monoparentals amb fills.
La població ha evolucionat segons el següent gràfic:
Habitants censats

### Habitatges
El 2007 hi havia 469 habitatges, 417 eren l'habitatge principal de la família, 26 eren segones residències i 26 estaven desocupats. 429 eren cases i 31 eren apartaments. Dels 417 habitatges principals, 346 estaven ocupats pels seus propietaris, 57 estaven llogats i ocupats pels llogaters i 14 estaven cedits a títol gratuït; 6 tenien una cambra, 25 en tenien dues, 56 en tenien tres, 105 en tenien quatre i 225 en tenien cinc o més. 371 habitatges disposaven pel capbaix d'una plaça de pàrquing. A 154 habitatges hi havia un automòbil i a 240 n'hi havia dos o més.

### Piràmide de població
La piràmide de població per edats i sexe el 2009 era:
| Homes | Edats   | Dones |
| ----- | ------- | ----- |
| 0     | 95 o +  | 8     |
| 0     | 90 a 94 | 4     |
| 0     | 85 a 89 | 4     |
| 0     | 80 a 84 | 4     |
| 20    | 75 a 79 | 24    |
| 4     | 70 a 74 | 32    |
| 16    | 65 a 69 | 20    |
| 32    | 60 a 64 | 12    |
| 36    | 55 a 59 | 24    |
| 40    | 50 a 54 | 52    |
| 24    | 45 a 49 | 36    |
| 60    | 40 a 44 | 40    |
| 28    | 35 a 39 | 52    |
| 32    | 30 a 34 | 24    |
| 28    | 25 a 29 | 12    |
| 25    | 20 a 24 | 24    |
| 36    | 15 a 19 | 36    |
| 48    | 10 a 14 | 44    |
| 24    | 5 a 9   | 40    |
| 24    | 0 a 4   | 24    |

## Economia
El 2007 la població en edat de treballar era de 694 persones, 503 eren actives i 191 eren inactives. De les 503 persones actives 474 estaven ocupades (259 homes i 215 dones) i 29 estaven aturades (15 homes i 14 dones). De les 191 persones inactives 74 estaven jubilades, 76 estaven estudiant i 41 estaven classificades com a «altres inactius».

### Ingressos
El 2009 a Cruet hi havia 403 unitats fiscals que integraven 1.055 persones, la mediana anual d'ingressos fiscals per persona era de 20.341 €.

### Activitats econòmiques
Dels 51 establiments que hi havia el 2007, 1 era d'una empresa extractiva, 1 d'una empresa alimentària, 5 d'empreses de fabricació d'altres productes industrials, 10 d'empreses de construcció, 8 d'empreses de comerç i reparació d'automòbils, 2 d'empreses de transport, 3 d'empreses d'hostatgeria i restauració, 1 d'una empresa d'informació i comunicació, 4 d'empreses financeres, 3 d'empreses immobiliàries, 10 d'empreses de serveis, 1 d'una entitat de l'administració pública i 2 d'empreses classificades com a «altres activitats de serveis».
Dels 18 establiments de servei als particulars que hi havia el 2009, 1 era una oficina de correu, 3 tallers de reparació d'automòbils i de material agrícola, 3 paletes, 4 fusteries, 1 lampisteria, 1 empresa de construcció, 2 perruqueries, 2 restaurants i 1 agència immobiliària.
L'únic establiment comercial que hi havia el 2009 era una botiga de menys de 120 m².
L'any 2000 a Cruet hi havia 32 explotacions agrícoles que ocupaven un total de 153 hectàrees.

## Equipaments sanitaris i escolars
El 2009 hi havia una escola elemental.

## Poblacions més properes
El següent diagrama mostra les poblacions més properes.